# Psilocerea semirufa
Psilocerea semirufa är en fjärilsart som beskrevs av W. Warren 1901. Psilocerea semirufa ingår i släktet Psilocerea och familjen mätare. Inga underarter finns listade.